# Julio Hernández Fernández
Julio Hernández Fernández (Güira de Melena, província de L'Havana, Cuba, 25 de febrer de 1881 – Barcelona, 19 de maig de 1923) fou un pintor cubà.

## Biografia
Els seus pares, Esteban Hernández i Emília Fernández, eren la primera generació nascuda a Cuba, per part de pare, d'uns immigrants canaris que s'havien instal·lat a l'illa, comprant i treballant terres, prosperant econòmicament, cosa que permeté que els seus fills pogueren estudiar, Julio es dedicà a la pintura i el seu germà, Carlos, fou advocat i notari a La Habana. El mateix Julio compaginà la pintura amb la docència, exercint de mestre a l'escola del seu poble.

Becat per l'Ajuntament de la seva població natal, Güira de Melena, Julio Hernández va anar a Madrid, el juny de 1915, per a completar els seus estudis de pintura. A la capital espanyola, va assistir a classes al taller del pintor Cecilio Plá Gallardo, de qui adquirí la tècnica lumínica que aplicà a les seves obres. 
Després de passar una temporada a Madrid, el maig de 1917 es va instal·lar a Barcelona on va muntar taller propi.
El mes de març de 1919 es va casar amb n'Emília Grau Aguilar, modista de prestigi, amb qui va tenir una filla, Josefina Hernández i Grau, que esdevingué Mestra Artesana Tèxtil i empresària d'una empresa artesana de teixits a mà.
La seva prematura mort, l'any 1923, tallà de soca-rel una carrera pictòrica consolidada, amb un traç precís i uns ambients clars i lluminosos en els seus paisatges, així com una gran sinceritat en els retrats, captant l'essència del personatge.

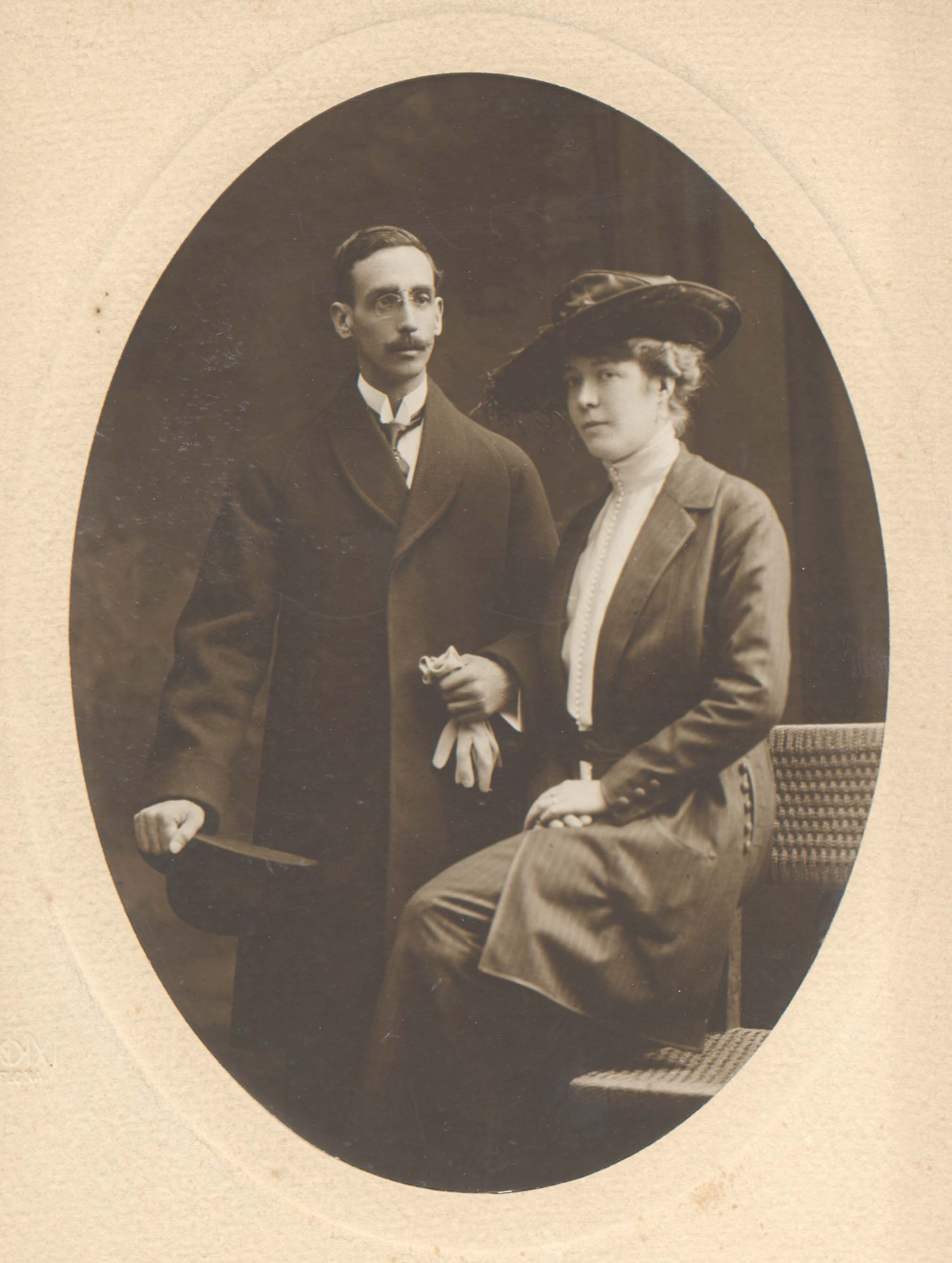
Julio Hernández i Emília Grau el dia del seu casament

## Característiques de la seva obra
L'obra de Julio Hernández abastà diverses temàtiques, especialitzant-se en els retrats, bàsicament a l'oli, però també va emprar el pastel en alguns d'ells, els quals dotà d'una diversitat cromàtica més àmplia.
El retrat de personatges no es va limitar als encàrrecs que rebia per part de particulars, sinó que en va fer de personatges públics, com el de D. Alfredo Zayas Alfonso, president de la República del seu país, amb el qual l'obsequià el 1921, o el de Benito Pérez Galdós, que la seva vídua donà a l'Ateneu Barcelonés l'any 1935.
S'interessà per temes religiosos, com la pintura sobre tela Jesús amb els pobres, altres més emotius, Ocasos i Pobre corazón. També va pintar diversos quadres sobre gitanes, on el color i la llum comparteixen protagonisme amb la figura femenina, i paisatges, entre els quals cal destacar Patio y claustros del Convento de Sant Cugat del Vallés.
L'any 1917 va participar en el Salón Nacional de Bellas Artes, de La Habana, amb l'oli En los quince, reproduït en color a la revista Bohemia, editada a La Habana.
Un cop instal·lat a Barcelona, participà en diverses exposicions col·lectives d'art al Palau de Belles Arts d'aquesta ciutat, com a soci del Cercle Artístic de Sant Lluc.

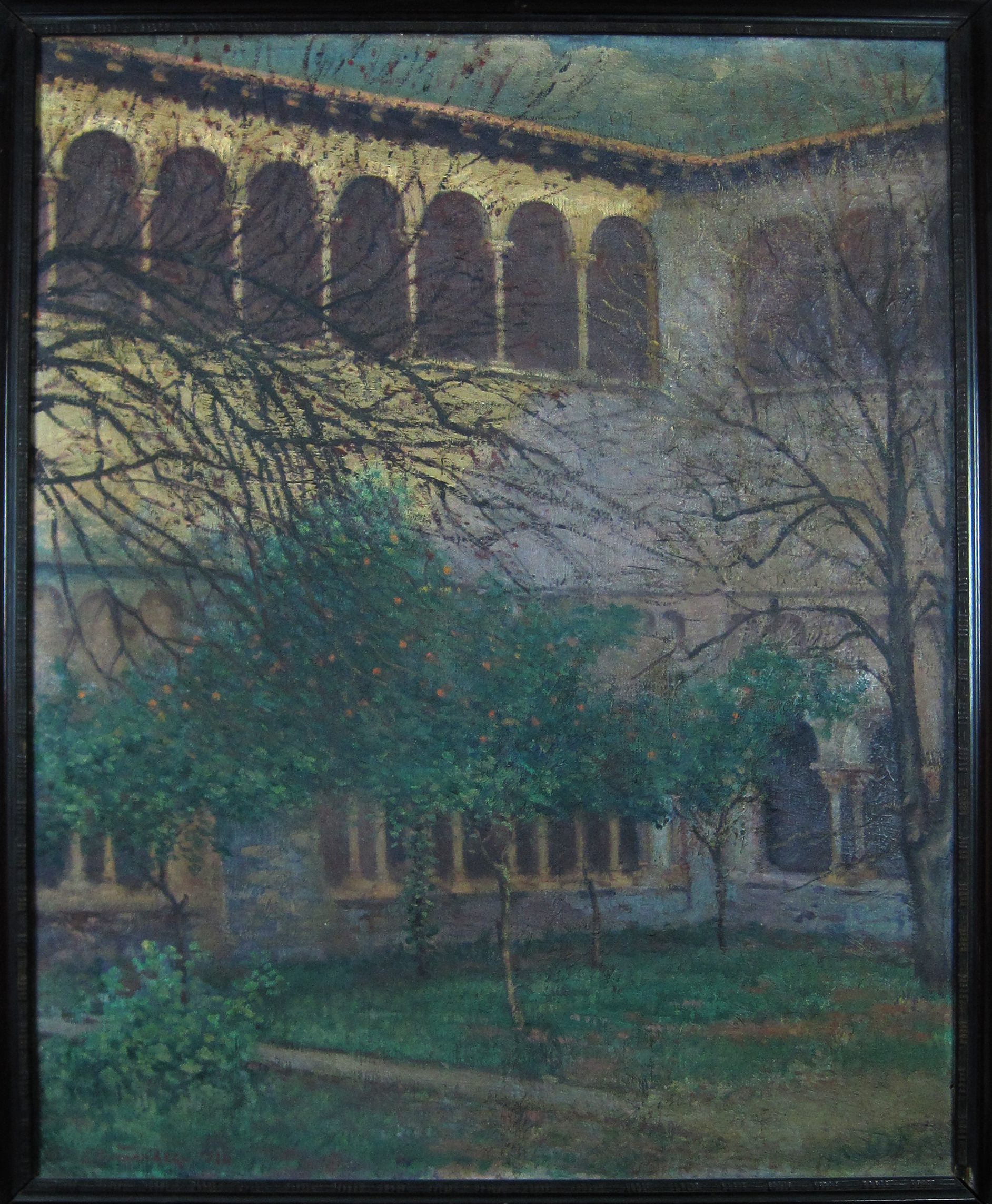
Claustre del monestir de Sant Cugat, 1922

L'exposició més completa de la seva obra fou la que realitzà, juntament amb altres tres pintors cubans: Domingo Ramos Enríquez, Guillermo Alvarez Jiménez i Antonio Sánchez Araujo, patrocinada pel Consulat General de Cuba, a les Galeries Laietanes de Barcelona, inaugurada el 29 de novembre de 1919, amb la presència del pintor català Hermen Anglada i Camarasa, que n'elogià l'obra exposada. La Real Sociedad Colombòfila de Catalunya hi adquirí una obra seva: Patio del convento de Sant Cugat del Vallès.
Exposà a les Galeries Laietanes, en el Tercer Saló de Tardor organitzat per l'Associació d'Amics de les Arts, el gener de 1922. El mateix any, feu donació d'un quadre seu, Almendros en flor-Montjuich, al Reial Cercle Artístic com varen fer altres pintors de l'època, com Ramon Casas, per a l'emprèstit que havia de finançar la nova seu d'aquesta entitat.
Com a il·lustrador gràfic, s'especialitzà en dibuixos de moda femenina, i va publicar a la revista Blanco y Negro. En aquesta faceta, el seu dibuix esdevingué més àgil, en contrast amb la seva pintura a l'oli, més classicista 

## Obres
- Paisaje, oli sobre tela, 100x120 cm, Col·lecció particular Martínez-Roig
- D. Alfredo Zayas Alfonso, Família Zayas, 1920
- Retrato de la señorita E.G., pastel, Col·lecció particular Nogués-Roig, 1918
- Retrato de Josefina, pastel, 45x35 cm, Col·lecció particular Martínez-Roig, 1922 Retrat de Josefina, 1922

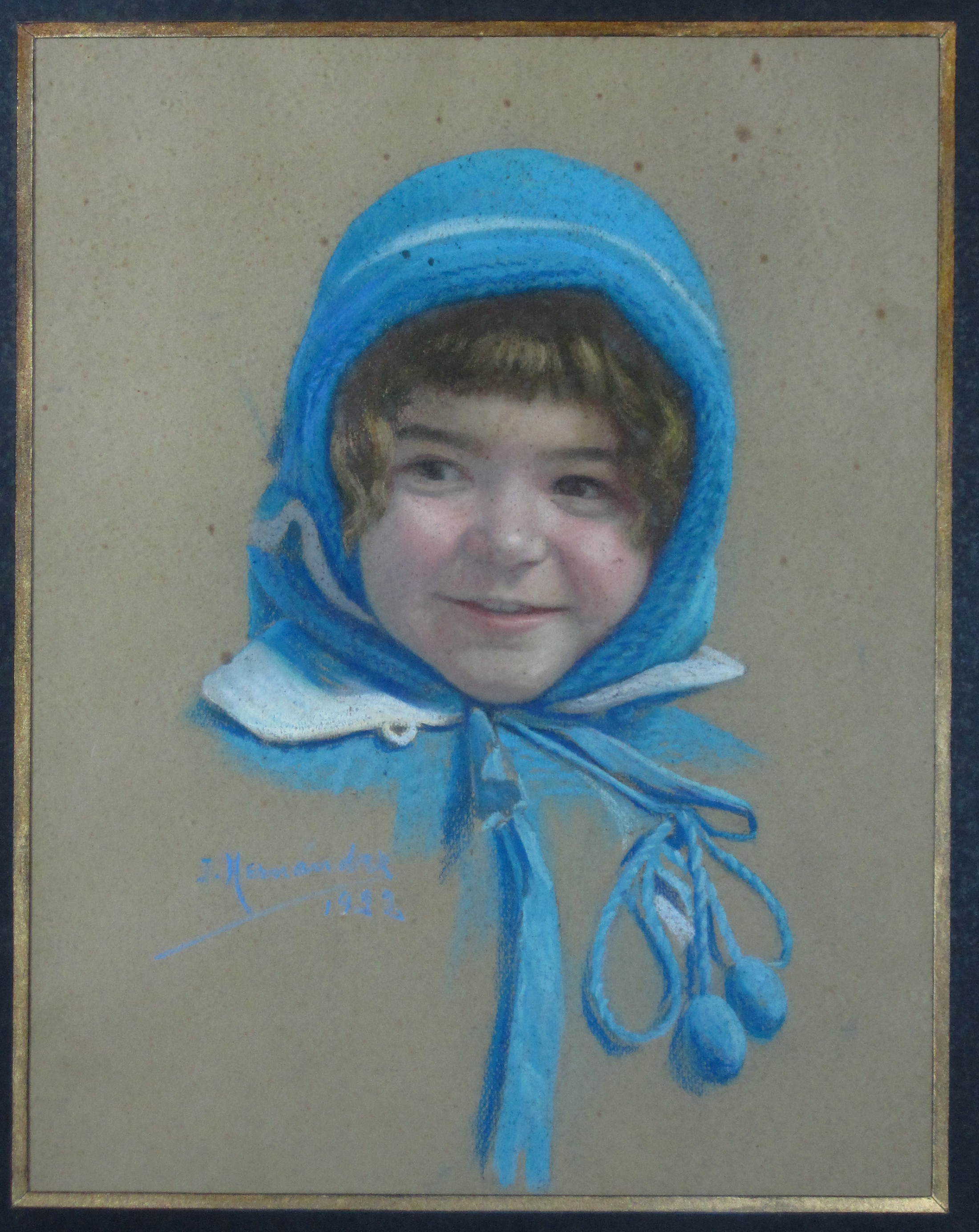
Retrat de Josefina, 1922

- Patio y claustros del Convento de Sant Cugat del Vallés, oli sobre tela, 80 x 64 cm, Col·lecció particular Martínez-Roig, 1919
- Patio del Convento de Sant Cugat del Vallès, oli sobre tela, Real Sociedad Colombófila de Catalunya, 1919
- Moda femenina, aquarel·la sobre paper, 30x22,5 cm, Col·lecció particular Martínez-Roig
- Jesús amb els pobres, oli sobre tapís, 200x250 cm, Parròquia d'Ivorra, comarca de la Segarra